# Puntos de vista feministas sobre la sexualidad
Los puntos de vista feministas sobre la sexualidad varían ampliamente. Encontrándose dos visiones opuestas: las feministas "pro-sexo" quienes piensan que una amplia variedad de expresiones de la sexualidad femenina puede empoderar a las mujeres cuando las eligen libremente y de forma independiente o en la industria del sexo con el movimiento de la pornografía feminista; el grupo opuesto son las feministas radicales, quienes ven el uso de las mujeres como objetos sexuales y la explotación sexual en los medios de comunicación y la sociedad. Las feministas radicales a menudo se oponen a la industria del sexo, incluyendo la oposición a la prostitución y la pornografía.